# Премьер-дивизион Футбольной лиги Шотландии
Премьер-дивизион Футбольной лиги Шотландии — с 1975 по 1998 год, высший дивизион Шотландской футбольной лиги и всей системы футбольных лиг Шотландии. Он находился над первым, вторым и (с 1994) над третьим дивизионами Шотландской футбольной лиги.

## Предыстория
Шотландская футбольная лига (ШФЛ) была образована в 1890 году, первоначально из 12 клубов. Вскоре к лиге присоединились ещё клубы, и в 1893 году ШФЛ была разделена на два дивизиона (Дивизион Один и Дивизион Два). Третий дивизион был добавлен в 1923 году, но функционировал только три года, прежде чем он рухнул из-за тяжелых финансовых потерь. С 1926 до Второй мировой войны, ШФЛ состояла из двух дивизионов. Третий дивизион, включающий некоторые команды-дублёры, был добавлен в 1949 году. Выход резервных команд в 1955 году оставил ШФЛ с двумя дивизионами, в которых 37 клубов разделились почти поровну.
После снижения в посещаемости в начале 1960-х годов Комитет по управлению ШФЛ предложил её членам в начале 1965 предлагает изменения в количестве трех дивизионов, с 14 клубами в высшем дивизионе. Комитет предложил разделить клубы каждого дивизиона на основе посещаемости, а не позиции в лиге в конце прошлого сезона, так как предыдущие предложения не увенчались успехом из-за неопределенности о том, где клубы будет играть в данном сезоне. Этому предложению не удалось привлечь достаточную поддержку, в отличие от 16 клубов высшего дивизиона в следующем сезоне.
Доминирование Селтика в конце 1960-х годов и в начале 1970-х годов привело к критике, что лига стала слишком предсказуемой. Большинство крупных клубов, в том числе и Селтик, отметили неудовлетворительную посещаемость в сезоне 1972-73. Летом 1974 года, клубы проголосовали за учреждение трёх дивизионов, с 10 клубами в высшем дивизионе. который было принято решение назвать Премьер Дивизион, потому что многие из клубы имели плохие воспоминания о предыдущих воплощениях третьего дивизиона, который включал резервные команды и канул в Лету. Распределение клубов в новых дивизионах определяется их положением в лиге на конец сезона 1974-75 гг.

## Повышение и понижение в классе
Первоначально два клуба переходили в Первый дивизион каждый сезон из 10 клубов Премьер дивизиона. Было крайне маловероятно, что Селтик или Рейнджерс когда-либо будет вовлечен в борьбу за выживание, учитывая их историческое доминирование. Это означало, что другие восемь клубов имели очень высокий риск вылета каждый сезон. Например, в первом сезоне работы (1975-76), Данди Юнайтед и Абердин избежали вылета только благодаря лучшей разнице мячей. В сезоне 1976-77, Харт оф Мидлотиан был понижен в классе в первый раз в своей истории.
Переход к системе трех дивизионов также привёл к эффекта увеличения разрыва в качестве игры между клубами. Из 14 клубов Второго дивизиона, только один Клайдбанк когда-либо играл в Премьер-дивизионе. Имея минимальную возможность вылета из высшего дивизиона, Данди Юнайтед и Абердин выиграли больше всего от новой системы, так как они установили господство над Рейнджерс и Селтиком в начале 1980-х.
Высокая вероятность вылета привела к предложению увеличить до 12 количество клубов высшего дивизиона, но идея не была достаточно поддержана в связи с тем, что клубами было проблематично играть друг с другом три раза или иметь в расписании 44 игры. Новый формат увеличил посещаемость, но риск вылета вызвал такие проблемы, как оборонительный стиль игры, меньше молодых игроков и клубы не могли планировать развитие в долгосрочной перспективе. Абердин выступил с предложением сократить зону вылета до одного клуба, но это не получило достаточную поддержку. Предложение Ист Файф. вернуться к старой системе двух дивизионов получило почти такую же поддержку, как план Абердина.
Одно из основных изменений принято в феврале 1981 года, которое прошло почти незамеченным, это было отмена обмена доходами. Это означало, что клубы сохранили все доходы от своих домашних поединков, и были в состоянии варьировать затраты на проезд для различных противоборствующих им клубов.

## Образование Шотландской Премьер-лиги
Перед началом сезона 1998-99 гг., клубы из высшего дивизиона массово выходят из него, чтобы сформировать Шотландскую премьер-лигу, следуя примеру английских клубов, которые сформировали Английскую Премьер-лигу в 1992 году. Шотландская Футбольная Лига не участвовала в реформе Премьер-дивизиона, оставив за собой лиги с только Первого, Второго и Третьего дивизионов.

## Формат соревнований
Первоначально и весь период своего существования, Премьер-дивизион насчитывал 10 клубов, которые играли друг с другом четыре раза, давая в общей сложности 36 игр для каждого клуба в сезоне. Первоначально два клуба вылетало автоматически. Повышение и понижение в классе между Премьер-дивизионом и Первым дивизионом происходило каждый сезон.
С сезона 1994-95 гг., повышение и понижение, помимо оной команды автоматически, роисходило через два матча плей-офф, которые проводились каждый год между предпоследней командой Премьер-дивизиона и занявшей второе место в Первом дивизионе. Три очка за победу также стали начисляться с 1994 года.

## Клубы-участники Премьер-дивизиона
| Клуб                 | Город      |
| -------------------- | ---------- |
| Абердин              | Абердин    |
| Гамильтон Академикал | Гамильтон  |
| Гринок Мортон        | Гринок     |
| Дамбартон            | Дамбартон  |
| Данди                | Данди      |
| Данди Юнайтед        | Данди      |
| Данфермлин Атлетик   | Данфермлин |
| Килмарнок            | Килмарнок  |
| Клайдбанк            | Клайдбанк  |
| Мотеруэлл            | Мотеруэлл  |
| Партик Тисл          | Глазго     |
| Рейнджерс            | Глазго     |
| Рэйт Роверс          | Керколди   |
| Селтик               | Глазго     |
| Сент-Джонстон        | Перт       |
| Сент-Миррен          | Пейсли     |
| Фалкирк              | Фалкирк    |
| Хиберниан            | Эдинбург   |
| Харт оф Мидлотиан    | Эдинбург   |
| Эйр Юнайтед          | Эр         |
| Эйрдрионианс         | Эрдри      |

## Чемпионы
- 1976: Рейнджерс
- 1977: Селтик
- 1978: Рейнджерс
- 1979: Селтик
- 1980: Абердин
- 1981: Селтик
- 1982: Селтик
- 1983: Данди Юнайтед
- 1984: Абердин
- 1985: Абердин
- 1986: Селтик
- 1987: Рейнджерс
- 1988: Селтик
- 1989: Рейнджерс
- 1990: Рейнджерс
- 1991: Рейнджерс
- 1992: Рейнджерс
- 1993: Рейнджерс
- 1994: Рейнджерс
- 1995: Рейнджерс
- 1996: Рейнджерс
- 1997: Рейнджерс
- 1998: Селтик